# Biljana Majstorović
Biljana Majstorović (nacida el 31 de diciembre de 1959 en Belgrado, Yugoslavia) es una exjugadora de baloncesto serbia. Consiguió 3 medallas en competiciones oficiales con Yugoslavia.